# La Chaussée-d'Ivry
La Chaussée-d'Ivry é uma comuna francesa na região administrativa do Centro, no departamento Eure-et-Loir. Estende-se por uma área de 8,39 km². Em 2010 a comuna tinha 1 206 habitantes (densidade: 143,7 hab./km²).